# Leopard-Skin Pill-Box Hat
Leopard-Skin Pill-Box Hat è un brano musicale scritto ed interpretato dal cantautore statunitense Bob Dylan, contenuto nel suo doppio album del 1966 Blonde on Blonde.

Come molte altre canzoni di Dylan del periodo 1965-1966, il brano contiene un satireggiante testo surreale e bizzarro cantato su un arrangiamento blues elettrico. Nel maggio del 1967, la canzone divenne il quinto singolo estratto da Blonde on Blonde, ma il 45 giri non entrò in classifica in Europa e raggiunse solo la posizione numero 81 negli Stati Uniti.

## Il brano
Il testo del brano prende amichevolmente in giro le ragazze altolocate viziate e schiave della moda. L'assurdo copricapo oggetto dello scherno di Dylan, letteralmente "il cappello a bustina leopardato", che rappresenta la futilità e vacuità delle mode (e di riflesso l'assurdità del materialismo in generale), era all'epoca molto popolare tra le signore per bene negli Stati Uniti, e spesso veniva indossato da Jacqueline Kennedy Onassis. Dylan, calcando la mano, incrocia la "bustina" con la pelle di leopardo, facendo diventare l'accessorio ancora più volgare e di cattivo gusto.
Spesso si è vociferato che il brano fosse stato ispirato a Dylan da Edie Sedgwick, stellina della factory di Andy Warhol. La Sedgwick, con la quale si dice Dylan abbia avuto una fugace avventura sentimentale, è indicata come fonte di ispirazione anche di altri brani contenuti in Blonde on Blonde, come ad esempio Just Like a Woman.

### Influenze
La melodia della canzone è fortemente ispirata al brano Automobile Blues del bluesman Lightnin' Hopkins, con Dylan che nella prima strofa canta: «Well, I see you got your brand new leopard-skin pill-box hat» citando Hopkins che invece cantava: «I saw you riding 'round in your brand new automobile» e ripete la strofa «...brand new leopard-skin pill-box hat» con una melodia discendente tipica del blues nello stesso modo nel quale Hopkins diceva: «...in your brand new fast car».

### Registrazione
Bob Dylan iniziò ad includere Leopard-Skin Pill-Box Hat durante i suoi concerti con gli Hawks a fine 1965, e la canzone era una delle prime composizioni provate da Dylan e dal gruppo nel gennaio 1966 agli studi della Columbia a New York City durante le sessioni per l'album Blonde On Blonde. Vennero approntate due versioni del brano, una il 25 gennaio (2 take) e l'altra il 27 (6 take), ma nessuna di queste venne ritenuta valida (una delle versioni del 25 gennaio fu poi pubblicata nel 2005 su The Bootleg Series Vol. 7: No Direction Home: The Soundtrack).
Frustrato dalla mancanza di progressi fatti nelle sedute di New York con gli Hawks (solo la canzone One of Us Must Know (Sooner or Later), era stata portata a termine), Dylan trasferì la lavorazione del disco a Nashville nel febbraio 1966, dove la serata della prima sessione di registrazione (il 14 febbraio) venne dedicata al completamento di Leopard-Skin Pill-Box Hat.  Presenti in studio c'erano Charlie McCoy (chitarra/basso), Kenny Buttrey (batteria), Wayne Moss (chitarra), Joseph A. Souter Jr. (chitarra/basso), Al Kooper (organo), Hargus Robbins (pianoforte) e Jerry Kennedy (chitarra). il gruppo registrò altre 13 versioni della canzone, ma anche stavolta Dylan non era soddisfatto del risultato e bisognò aspettare fino al 10 marzo, quando alle prime ore del mattino, durante il secondo periodo di sessioni per l'album, Dylan registrò la versione definitiva da includere sul disco. Questa versione finale comprendeva oltre a Dylan, Kenny Buttrey, Henry Strzelecki al basso, e Robbie Robertson alla chitarra solista (sebbene sia Dylan stesso a suonare il classico riff blues iniziale della canzone).

## Formazione
- Bob Dylan: Voce, chitarra elettrica
- Robbie Robertson: Chitarra elettrica
- Kenny Buttrey: Batteria
- Henry Strzelecki: Basso